# 25号密西西比州州道

25号密西西比州州道（英語：Mississippi Highway 25，MS25）是美国密西西比州的一条州道，大体上为南北走向，全长260.816英里（419.743），南起杰克逊连接55號州際公路（I-55），經由利克縣連接13号密西西比州州道，途经斯塔克維爾的密西西比州立大学，北至艾猶卡的田纳西州边界连接57号田纳西州州道。